# 52872 Okyrhoe
52872 Okyrhoe (tillfällig beteckning 1998 SG35) är en centaur, en småplanet i det yttre av solsystemet. Omloppsbanan korsar Saturnus omloppsbana och sträcker sig in mot Jupiters. Det är ovanligt med omloppsbanor som går så långt in bland centaurerna. 
Okyrhoe upptäcktes den 19 september 1998 på Kitt Peak-observatoriet i Arizona och namngavs efter Keirons dotter.
På grund av påverkan från gravitationen från gasjättarna är centaurernas omloppsbanor instabila och riskerar att kastas ut ur eller in i solsystemet. Okyrhoes nuvarande omloppsbana har en beräknad halv livslängd på 670 000 år.

## Fysiska egenskaper
Man har observerat 2 % vattenis 1 % olivin och 97 % kolbaserat material på ytan. Under periheliepassagen under mars och april 2008 kom Okyrhoe's absoluta magnitud att öka något. Detta tros bero på att löst material på ytan sublimeras, dvs. dunstar bort. Detta liknar till en del beteendet hos kometer. 2060 Chiron är ett exempel på en centaur som uppträder med en koma och svans likt en komet.